# Juana María Condesa Lluch
Juana María Condesa Lluch, E.M.I. (30. března 1862 Valencie – 16. ledna 1916 tamtéž) byla španělská římskokatolická řeholnice, zakladatelka a členka kongregace Služebnic Panny Marie Neposkvrněné. Katolická církev ji uctívá jako blahoslavenou.

## Život
Narodila se dne 30. března 1862 ve Valencii jako čtvrté dítě doktoru Lluísovi Condesovi a Joaně Lluch. Oba její rodiče byli členy III. karmelitánského řádu. Křest přijala 31. března 1862 v kostele sv. Štěpána. Ve stejném kostele také přijala roce 1864 svátost biřmování.
Během svého dětství získala dobré vzdělání. Měla velkou úctu k Eucharistii, Panně Marii a sv. Josefovi. Ve svých osmnácti letech se cítila být povolána k zasvěcenému životu. Viděla potřebu pomoci dělníkům, kteří pracovali v dehumanizujících podmínkách. Přibližně v této době byl jejím duchovním vůdcem Vicente Castañer.
Arcibiskup valencijský a kardinál Antolín Monescillo y Viso odmítl její žádost o založení nové ženské řeholní kongregace, neboť se domníval, že nemá na její založení dostatek zkušeností. V roce 1884 získala souhlas k otevření útulku, který poskytoval duchovní a materiální pomoc dělníkům a jejich rodinám. Zhruba ve stejnou dobu, 25. března 1884, také otevřela školu pro děti chudých dělníků.
Nový valencijský arcibiskup a kardinál bl. Ciriaco María Sancha y Hervás novou kongregaci Služebnic Panny Marie Neposkvrněné, jejíž základ položila již dříve, podpořil a 1. července 1892 jí udělil diecézní schválení. Dne 10. prosince 1892 přijala řeholní hábit nové kongregace a 19. března 1895 složila ona a první sestry čekatelky první dočasné řeholní sliby. Dne 8. září 1911 pak složila v jí založené kongregaci sliby doživotní.
Zemřela dne 16. ledna 1916 ve Valencii. Její ostatky jsou uchovávány v kapli mateřského domu jí založené kongregace ve Valencii.

## Úcta
Dne 7. července 1997 ji papež sv. Jan Pavel II. podepsáním dekretu o jejích hrdinských ctnostech prohlásil za ctihodnou.
Blahořečena byla dne 23. března 2003 na Svatopetrském náměstí papežem sv. Janem Pavlem II.
Její památka je připomínána 16. ledna. Bývá zobrazována v řeholním oděvu.